# Věčný svit neposkvrněné mysli (soundtrack)
Soundtrack k filmu Věčný svit neposkvrněné mysli byl vydán Hollywood Records 16. března 2004.
Základ byl zkomponován losangeleským hudebníkem Jonem Brionem. Ostatní písně nahráli: Jeff Lynne - E.L.O. ("Mr. Blue Sky" byl použit v trailerech a televizních spotech, ale nikoliv ve filmu), The Polyphonic Spree, The Willowz a Don Nelson.
Beck, ve spolupráci s Jonem Brionem, uvedl cover verzi písně "Everybody's Got to Learn Sometime" se skupinou Korgis.

## Track list
1. "Theme" - Jon Brion – 2:24
2. "Mr. Blue Sky" - Electric Light Orchestra – 5:03
3. "Collecting Things" - Jon Brion – 1:13
4. "Light & Day" - The Polyphonic Spree – 3:03
5. "Bookstore" - Jon Brion – 0:52
6. "It's the Sun" (KCRW Morning Becomes Eclectic verze) - The Polyphonic Spree – 5:33
7. "Wada Na Tod" - Lata Mangeshkar – 5:54
8. "Showtime" - Jon Brion – 0:55
9. "Everybody's Got to Learn Sometime" (The Korgis) - Beck – 5:54
10. "Sidewalk Flight" - Jon Brion – 0:31
11. "Some Kinda Shuffle" - Don Nelson – 2:11
12. "Howard Makes It All Go Away" - Jon Brion – 0:14
13. "Something" - The Willowz – 2:23
14. "Postcard" - Jon Brion – 0:23
15. "I Wonder" - The Willowz – 2:56
16. "Peer Pressure" - Jon Brion – 1:12
17. "A Dream Upon Waking" - Jon Brion – 3:36
18. "Strings That Tie to You" - Jon Brion – 2:33
19. "Phone Call" - Jon Brion – 1:03
20. "Nola's Bounce" - Don Nelson – 1:56
21. "Down The Drain" - Jon Brion – 0:56
22. "Row" - Jon Brion – 1:00
23. "Drive In" - Jon Brion – 2:19
24. "Main Title" - Jon Brion – 1:23
25. "Spotless Mind" - Jon Brion – 1:12
26. "Elephant Parade" - Jon Brion – 0:28